# Zadubravlje
Zadubravlje är en ort i Kroatien.   Den ligger i länet Brod-Posavina, i den östra delen av landet, 190 km öster om huvudstaden Zagreb. Zadubravlje ligger 86 meter över havet och antalet invånare är 993.
Terrängen runt Zadubravlje är huvudsakligen platt, men norrut är den kuperad. Runt Zadubravlje är det ganska tätbefolkat, med 60 invånare per kvadratkilometer. Närmaste större samhälle är Slavonski Brod, 10,9 km väster om Zadubravlje. Trakten runt Zadubravlje består till största delen av jordbruksmark.